# Schizonycha uelleana
Schizonycha uelleana är en skalbaggsart som beskrevs av Brenske 1899. Schizonycha uelleana ingår i släktet Schizonycha och familjen Melolonthidae. Inga underarter finns listade i Catalogue of Life.